# Relaciones Rusia-Unión Europea
Las Relaciones Rusia-Unión Europea tienen como base jurídica el Acuerdo de Colaboración y Cooperación (ACC) firmado en junio de 1994 tras  disolución de la Unión Soviética (1990-1991) y la creación de la Federación de Rusia. El ACC, que inicialmente tenía una validez de diez años, se ha ido renovando automáticamente cada año. En él se fijan los objetivos comunes y se establece el marco institucional para los contactos bilaterales.
Tras la caída del Muro de Berlín en 1989 y la posterior desaparición de la Unión Soviética, la Unión Europea (UE) ha experimentado un progresivo desarrollo de las relaciones con los países del antiguo Bloque del Este y en particular con Rusia. Lo que durante más de cuatro décadas fueran dos bloques antagónicos han iniciado un acercamiento que los ha llevado a convertirse en socios vitales en varios aspectos.
Rusia se beneficia del programa comunitario TACIS desde 1991, siendo la UE el mayor proveedor de asistencia económica y técnica al país mediante este programa y también en virtud de la Iniciativa Europea para la Democracia y los Derechos Humanos.
Sin embargo, desde la década de 2010, se ha instalado un clima de relativa hostilidad entre ambas partes. Así, según afirmaba en 2020 el sitio web del Parlamento Europeo:

Desde 2014, la anexión ilegal de Crimea por parte de Rusia, su apoyo a grupos rebeldes en el este de Ucrania, sus políticas en relación con sus países vecinos, sus campañas de desinformación y diversos acontecimientos internos negativos han tensado las relaciones entre Rusia y la Unión. Estas tensiones también se han visto aumentadas tras la intervención de Rusia en Siria. Desde 2014, la Unión ha ido renovando periódicamente las sanciones a Rusia. No obstante, la Unión y Rusia siguen manteniendo una fuerte interdependencia y la Unión aplica un planteamiento de «compromisos selectivos» con respecto a este país.

## Historia

### Antecedentes

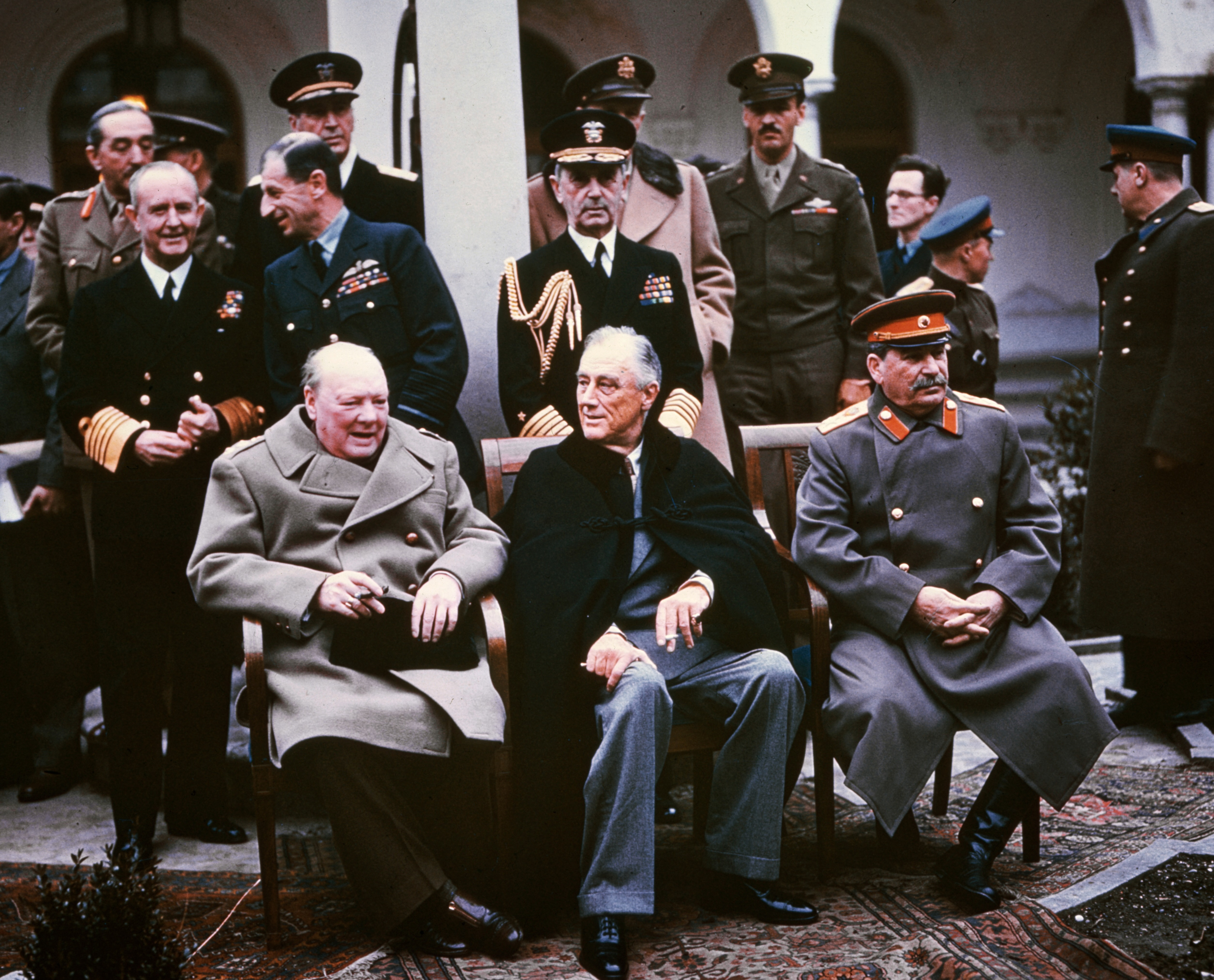
Conferencia de Yalta.

Históricamente, Rusia ha estado ligada a los países que actualmente conforman la UE durante más de cuatro siglos. Destacan en este proceso la participación de ciudadanos alemanes que llegaron a ostentar la corona de los zares del Imperio Ruso, como fueron los casos de Pedro III y Catalina II la Grande, así como la consorte del último zar Nicolás II de Rusia, la zarina Alix de Hesse y el Rin.
Rusia tuvo una participación decisiva en la derrota a Napoleón Bonaparte, y participó de forma destacada en la definición del orden político de Europa en el Congreso de Viena de 1815. En 1945, la Unión Soviética lideró junto al Reino Unido y Estados Unidos las conferencias de Yalta y Potsdam en las que se decidió el destino del continente tras la derrota de la Alemania Nazi en la Segunda Guerra Mundial.
La URSS no prestó gran atención al proyecto europeo iniciado cinco años después a partir de la Declaración Schuman. Los dirigentes soviéticos vieron con hostilidad la constitución de las Comunidades Europeas, a las que nunca reconocieron como institución internacional. Aunque ya a comienzos de los años 80 la URSS se convirtió en un importante suministrador energético de Europa, sus planteamientos con respecto a los europeos occidentales se centraron principalmente en la dimensión político-militar y estuvieron marcados por la evolución de las relaciones Este-Oeste.

### Tras la disolución de la Unión Soviética
La disolución de la Unión Soviética en 1991 marcó un cambio radical en la relación entre Bruselas y Moscú. Rusia, que se constituyó en heredera de la URSS, se encontró debilitada y no pudo impedir la intervención militar de varios países europeos en las Guerras yugoslavas que incluyó el Bombardeo de la OTAN sobre Yugoslavia.

#### SigloXXI

##### Guerras en Afganistán e Irak
Tras los atentados del 11 de septiembre de 2001, ambas partes apoyaron la Guerra en Afganistán. Después, en 2003, Rusia por una parte, y Alemania y Francia (respaldados por la mitad de los Estados de la UE) por otra, conformaron el principal bloque que se opuso a la invasión de Irak de ese mismo año, liderada por Estados Unidos, el Reino Unido y España.

##### A partir del tercer mandato presidencial de Putin (desde 2012)
Las relaciones Rusia-Unión Europea desde 2012 es un término que hace referencia a las relaciones entre ambas partes a partir del tercer mandato presidencial de Vladímir Putin en Rusia. Durante este periodo, iniciado en mayo de 2012, las relaciones bilaterales se han visto afectadas principalmente por la guerra ruso-ucraniana que desde 2014 ha originado una serie de sanciones de la UE hacia Rusia, en medio de una asociación económica en la que el sector energético representaba un factor de vital importancia al ser Rusia el mayor proveedor para la Unión Europea hasta agosto de 2023. Adicionalmente las sanciones impuestas por la UE a partir de la invasión rusa de Ucrania en 2022 provocaron un cambio en la actitud de Putin, donde la UE pasó de ser el principal mercado para sus exportaciones energéticas a estar en la lista de países hostiles hacia Rusia que amenazan la seguridad del país.
El principal punto de conflicto entre la UE y Rusia es la influencia que puede ejercer cada parte sobre diversos países de la Europa Oriental (Armenia, Azerbaiyán, Bielorrusia, Georgia, Moldavia y Ucrania). Es así que mientras Rusia recurre a dispositivos económicos, militares y no militares, para mantener a estos países en su esfera de influencia, la UE apoya ocasionalmente la integración de los mismos en las actividades occidentales, apostando por la cooperación dentro del marco de la Política Europea de Vecindad.
La primera fase de la guerra ruso-ucraniana —entre 2014 y 2015— se originó en la cuestión sobre el Acuerdo de Asociación entre Ucrania y la Unión Europea que llevó a los disturbios heterogéneos de índole europeísta y nacionalista del Euromaidán. Posteriormente, la UE condenó la intervención rusa en Ucrania —adhesión de Crimea a Rusia y guerra del Dombás— y suspendió el diálogo sobre las cuestiones relativas a la política de visados y las negociaciones sobre un nuevo acuerdo bilateral. Desde entonces la Unión aplica un enfoque de doble vía que combina sanciones con intentos de encontrar una solución al conflicto en Ucrania.
Tras la invasión rusa de Ucrania iniciada en febrero de 2022, la Unión Europea, Estados Unidos y varios de sus aliados decidieron aumentar las sanciones contra el gobierno ruso iniciadas en 2014. La medida buscaba «paralizar» la capacidad rusa para «financiar su maquinaria de guerra» y dificultar su manejo de activos para obtener liquidez. Además Alemania negó la certificación de gasoducto ruso-alemán Nord Stream 2 —que tarde o temprano perjudicaría a Ucrania—, cuya construcción finalizó en 2021 pero que aún no había entrado en funcionamiento. Adicionalmente varios gobiernos nacionales de los Estados miembros de la UE decidieron enviar armamento y ayuda económica al gobierno ucraniano, así como facilitar la entrada de refugiados ucranianos a sus respectivos territorios.

## Acuerdo de Colaboración y Cooperación
El Acuerdo de Colaboración y Cooperación (ACC) entró en vigor en 1997 y se ha ido renovando automáticamente cada año. En él se creó un marco institucional en campos como:
- Cooperación en materia comercial y económica, en materia de energía, medio ambiente, ciencia y tecnología y otros sectores de orden civil, en materia de democracia y derechos humanos.
- Establecimiento de un marco para el diálogo en materia de Justicia e Interior (lucha contra el crimen organizado).

Además, establece:
- La celebración de dos Cumbres Anuales, contando con la participación de la Presidencia comunitaria, la Presidencia de la Comisión Europea y la Presidencia de la Federación de Rusia.
- La reunión de Consejos de Cooperación a nivel ministerial, una vez al año.
- Los Comités de Cooperación, a nivel de altos funcionarios que se reúnen cuando se considere necesario.

Cuatro espacios comunes
En mayo de 2005 se celebró en el Kremlin de Moscú la decimoquinta cumbre entre Rusia y la cúpula de Bruselas (Solana, Durão Barroso y el Presidente de la UE). Allí se suscribió una hoja de ruta que contempla cuatro espacios que abarcan todos los ámbitos posibles: 1-Economía, 2-Libertad y Justicia, 3-Seguridad Exterior y 4-Educación, cultura e investigación científica.
El acuerdo se negociaba desde 2003, pero no se había logrado su firma definitiva porque Bruselas exigía consensuar los cuatro apartados en bloque. Sin embargo, al final de la cumbre se reconoció que la cuestión de los visados sigue sin resolverse.
Putin calificó de “absolutamente correcto” que la UE vincule la supresión de visados con la existencia de un convenio que regule la readmisión de ilegales por parte de Rusia, pero señaló que esa misma exigencia, cuando de lo que se trata es de conseguir un régimen simplificado de expedición de visas, es “excesiva”. 
Por otra parte, Letonia exigía, a tenor del Tratado de Riga de 1920, la devolución del raión Pytálovski, región perteneciente desde 1945 a Rusia. El 27 de marzo de 2007, Rusia y Letonia firmaron un acuerdo por el que Letonia renunciaba a dicha región.

## Parlamento Europeo
El Parlamento Europeo (PE) legisla, junto con el Consejo, en cuanto a los objetivos y las prioridades de la asistencia financiera de la Unión, incluido el Instrumento Europeo de Vecindad (IEV), a través del cual se financia la cooperación regional de la Unión con Rusia.
Comisión Parlamentaria de Cooperación Rusia-Unión Europea
Entre 1997 y principios de 2014, esta comisión parlamentaria sirvió de plataforma para desarrollar la cooperación y el diálogo entre las delegaciones del Parlamento Europeo y de la Asamblea Federal de Rusia. Sin embargo, desde marzo de 2014 el Parlamento ha interrumpido las relaciones interparlamentarias de conformidad con las medidas restrictivas diplomáticas adoptadas en respuesta a la crisis en Ucrania.

## Relaciones económicas
A pesar de las sanciones, en 2020 la Unión Europea seguía siendo el mayor socio comercial de Rusia, y Rusia era el cuarto mayor socio de la Unión. El comercio entre las dos partes se rige por el Acuerdo de Colaboración y Cooperación de 1994.

### Colaboración energética
La red transeuropea de energía se encuentra ligada de manera preponderante al suministro de gas natural procedente de yacimientos rusos, donde la alemana Ruhrgas AG es la única firma occidental que posee una participación en OAO Gazprom, el gigante ruso de este hidrocarburo.
En años recientes Rusia ha suministrado el 30 % del gas natural y el 18 % de las importaciones petroleras de la UE. El país euroasiático abastece de gas natural a Alemania, la mayor economía de Europa, satisfaciendo el 40 % de sus necesidades y proveyendo hasta el 90 % de la energía en algunos de los nuevos Estados miembros de la UE, considerados durante la Guerra Fría como «países satélite» de la Unión Soviética.
Asimismo, la construcción del Gasoducto Noreuropeo (Nord Stream) cuya capacidad final cubrirá cerca del 10 % de la demanda de gas natural de la UE. La moneda con la que se comercializa en este proyecto es el euro, pese a que hasta ahora el dólar estadounidense había sido la moneda mundial de las transferencias de petróleo y gas. En este mismo orden, el euro ha destronado la primacía del dólar como moneda de reserva en Rusia. Sin embargo, el proyecto Nord Stream 2, cuenta con la oposición de algunos Estados de la Unión, especialmente de Polonia.

### Lucha contra el Cambio Climático y OMC
La Unión fue una firme defensora de la adhesión de Rusia a la Organización Mundial del Comercio (OMC) concluida en 2012. Además, las aspiraciones de Rusia de ingresar a la OMC fueron respaldadas por los Estados ya pertenecientes a la organización. Por ello, la UE negoció durante años para lograr que Moscú firmara el Protocolo de Kioto sobre el cambio climático a cambio de dar su respaldo a la aspiración rusa en la OMC.
En octubre de 2004 Rusia confirmó que firmaría el protocolo, con lo cual la UE votó positivamente en el Consejo de la OMC. De esta manera, Rusia y la UE han unido fuerzas para defender dos proyectos a los que Estados Unidos se ha mostrado reticente en aceptar.
En 2015 en la Conferencia de París sobre el Clima (COP21) 195 países firmaron el primer acuerdo vinculante sobre el clima, que entró en vigor en noviembre de 2016. En 2019, el primer ministro ruso Dmitri Medvédev firmó el decreto con el que Rusia ratifica el Acuerdo de París, como ya lo habían hecho los Estados de la UE.
Nord Stream 2

Al igual que Nord Stream 1, el gasoducto Nord Stream 2 consiste de dos tubos o ramales paralelos. Su tendido comenzó en 2018. El primer ramal se completó en junio de 2021 y el segundo en septiembre del mismo año.
La capacidad anual de Nord Stream 2 es de 55 mil millones de m³ (1,9 billones de pies cúbicos) de gas. Su construcción corrió a cargo del consorcio Nord Stream 2 AG, respaldado por los gobiernos de Alemania y Rusia.
En mayo del 2021 la administración Biden impuso sanciones a varias empresas implicadas en la construcción del gasoducto y amagó con aplicarlas también al propio consorcio Nord Sream 2 AG y a su gerente general Matthias Warnig.En octubre de 2021, el ministerio de Defensa británico dijo temer que Nord Stream 2 se convirtiera en una "herramienta de coerción" rusa.

## Frontera

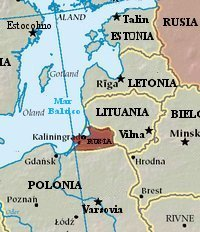
La ciudad de Kaliningrado, situada entre Polonia y Lituania, aún tiene soberanía rusa.

### Kaliningrado
La situación del territorio de Kaliningrado le confiere un papel preponderante en las relaciones bilaterales. Dicho territorio, parte de la antigua Prusia Oriental, perteneció a Alemania hasta el final de la Segunda Guerra Mundial, cuando fue integrado en la URSS, de quien Rusia lo heredó.
Cuando la Unión Europea completó su proceso de ampliación hacia el este en 2004, Kaliningrado se convirtió enclave ruso en territorio rodeada por la UE. Separado del territorio ruso y circundado por Lituania y Polonia, Kaliningrado tiene una superficie de 15 000 km² y una población de un millón de habitantes, de los que casi la mitad viven en la capital.
El tráfico de personas y mercancías reviste una complejidad particular, dada la necesidad de una vía de comunicación terrestre entre Kaliningrado y el resto del territorio ruso.

### El corredor de Suwałki
El corredor de Suwalki es una franja de territorio de 96 kilómetros en la frontera actual entre Lituania y Polonia. Toma el nombre de la cercana ciudad polaca de Suwalki. Su situación es estratégica por ser la única vía de comunicación terrestre entre los países bálticos y el resto de la Unión Europea y de la OTAN. Hacia el oeste se encuentra el exclave ruso de Kaliningrado y hacia el este Bielorrusia.

## Membresía potencial de Rusia a la UE
Entre los más entusiastas partidarios de la membresía rusa en la UE es el expresidente del Consejo de Ministros de Italia Silvio Berlusconi quien en 2008 dijo que consideraba que Rusia era un «país occidental» y que su plan era «que la Federación de Rusia pueda convertirse en miembro de la Unión Europea en los próximos años». En el mismo sentido se manifestó el excanciller alemán Gerhard Schröder quien dijo en 2002 que aunque Rusia debía «encontrar su lugar tanto en la OTAN, y, a más largo plazo, en la Unión Europea, y si se crean las condiciones para que esto suceda».
Por su parte, el líder ruso, Vladímir Putin, manifestó en 2005 que Rusia en la UE no estaría en los intereses de Rusia o la UE, aunque abogó por una estrecha integración en varias dimensiones, incluido el establecimiento de cuatro espacios comunes entre Rusia y la UE, incluyendo economía y espacios científicos como fue declarado en el acuerdo en 2003.
Según una serie de encuestas llevadas a cabo por Deutsche Welle en 2012-2013, del 36 % al 54 % de los rusos apoyaban que Rusia se uniera a la UE, y alrededor del 60 % de ellos ven a la UE como un socio importante para su país. Los jóvenes tenían una imagen especialmente positiva de la Unión Europea.